# Cchinwali
Cchinwali (gruz. ცხინვალი, ros. Цхинвал, oset. Цхинвал) – największe miasto i de facto stolica nieuznawanego państwa Osetia Południowa, de iure zaś miasto w Gruzji w regionie Wewnętrzna Kartlia. Położone jest nad brzegami rzeki Didi Liachwi (Wielka Liachwa). W latach 1934–1961 nosiło ono nazwę Staliniri.
Cchinwali jest regionalnym centrum przemysłu drzewnego, spożywczego, włókienniczego i chemicznego.

## Historia
Cchinwali otrzymało prawa miejskie w 1922 roku.
W 1989 (przed okresem zmian i walk wewnętrznych) 74% mieszkańców miasta stanowili Osetyjczycy, 16% Gruzini i 9% przedstawiciele innych narodowości. W późniejszym okresie większość Gruzinów opuściła miasto.
Podczas konfliktu gruzińsko-osetyjskiego (1990–1992) Cchinwali zostało częściowo zniszczone. Trwały tu walki między wojskami gruzińskimi oraz formacjami osetyjskimi, dążącymi do wyparcia Gruzinów i ogłoszenia Osetii Południowej niezależną republiką. Podczas walk wiele budynków zostało zniszczonych.
W okolicy miasta, we wsi Ergneti, znajdował się duży bazar, na którym handlowano głównie towarami przemyconymi z Rosji. Ponieważ kupcami byli głównie Gruzini z okolicznych wiosek, władze gruzińskie zdecydowały o jego zamknięciu w 2004 roku.
Od 1996 w Gruzji na określenie obszaru „Osetia Południowa” używa się określenia „region Cchinwali” (albo: region cchinwalski).
Podczas trwania Igrzysk Olimpijskich w nocy z 7 na 8 sierpnia 2008 roku znów doszło do walk. Atak został rozpoczęty niespodziewaną nawałą ogniową z wyrzutni rakietowych BM-21 Grad przez stronę gruzińską. Liczbę ofiar notuje się od kilkunastu (według strony gruzińskiej) do nawet 2000 (według strony rosyjskiej).

## Miasta partnerskie
- Archangielsk
- Suchumi
- Tyraspol